# Minnesota
Minnesota [minesóta] je zvezna država Združenih držav Amerike. Na severu meji na Kanado, na vzhodu na Wisconsin in Gornje jezero, na jugu na Iowo in na zahodu na Severno in Južno Dakoto; poleg tega ima skupno vodno mejo z Michiganom. Je 12. največja ameriška zvezna država po površini in s približno 5,7 milijona prebivalcev (po oceni leta 2021) 22. največja. Glavno mesto je Saint Paul, največje pa Minneapolis. 
Ime je dobila po staroselskem imenu za reko Minnesota. Ozemlje je bilo v 18. stoletju del ogromne francoske posesti v osrčju celine, ki je po odkupu leta 1803 postalo ameriška last. Po vrsti ozemeljskih reorganizacij je bila Minnesota leta 1858 sprejeta v Unijo. V tem času je bila znana kot mejno ozemlje, del t. i. »divjega zahoda«, ki je privabljalo naseljence. Vse do začetka 20. stoletja so se sem množično priseljevali evropski imigranti. Hitra industrializacija in urbanizacija sta v sodobni zgodovini povzročili temeljite družbene spremembe, zato je država že dolgo center boja za delavske in občečloveške pravice. Od poznega 20. stoletju je gospodarstvo bolj raznoliko, v večji meri usmerjeno v storitve. Zdaj je Minnesota ena najpremožnejših, za prebivanje najugodnejših in najliberalnejših ameriških zveznih držav.